# Saif ibn ʿUmar
Saif ibn ʿUmar (arabisch سيف بن عمر, DMG Saif ibn ʿUmar) war ein muslimischer Geschichtsschreiber der frühen Abbasidenzeit und eine der wichtigsten Autoritäten in den arabischen Darstellungen über die Frühzeit des Islams. Abgesehen davon, dass er in Kufa gelebt hat und dem arabischen Stamm der Tamīm angehörte, sind keine biographischen Daten über ihn bekannt. 
Bedeutung hat Saif ibn ʿUmar vor allem durch sein Buch Kitāb al-Futūḥ al-kabīr wa-r-ridda erlangt, in dem er Berichte über die Ridda-Kriege und die Eroberungszüge zusammentrug. Dieses Buch, das nicht eigenständig überliefert ist, bildete später eine der Hauptquellen der Berichte über diese Zeit in der Weltchronik von at-Tabarī. Auch der syrische Geschichtsschreiber Ibn ʿAsākir benutzte ihn in seiner "Geschichte der Stadt Damaskus".
Die Zuverlässigkeit von Saifs Berichten war immer umstritten. Schon von muslimischen Traditionsgelehrten wurde ihm vorgeworfen, dass er Gewährsleuten, auf die er sich berief, Berichte in den Mund geschoben habe. Julius Wellhausen tat die gesamten Saif-Berichte als pro-tamīmische Tendenzliteratur ab. Eine "Rehabilitierung" von Saif erfolgte erst 1990 durch Ella Landau-Tasseron. Sie zeigte, dass seine Berichte keineswegs nur darauf abzielten, den Ruhm des eigenen Stammes zu heben, sondern durchaus auch die Leistungen anderer arabischer Stämme thematisierten. Sie wies darüber hinaus nach, dass Saif selbst wiederum auf andere arabische Quellen zurückgegriffen hat, die zu seiner Zeit bereits schriftlich vorlagen.